# Cropani
Cropani là một đô thị thuộc tỉnh Catanzaro trong vùng Calabria của nước Ý. Đô thị này có diện tích 43  km², dân số năm 2001 là 3286 người.